# Betancuria
Betancuria est une commune de la communauté autonome des Îles Canaries en Espagne. Elle est située à l'ouest de l'île de Fuerteventura dans la province de Las Palmas. Dans la petite ville de Vega de Río Palmas se trouve l'ermitage de la Virgen de la Peña, patronne de Fuerteventura. Sa fête est célébrée le troisième samedi de septembre.

## Géographie

### Localisation

Localisation de l'île de Fuerteventura dans les Îles Canaries.
Localisation de Betancuria dans l'île de Fuerteventura.

|                  | Puerto del Rosario |         |
| Océan Atlantique | Betancuria         | Antigua |
|                  | Pájara             | Tuineje |

### Villages de la commune
Entre parenthèses figure le nombre d'habitants de chaque village en 2005.
- Valles de Santa Inés (304)
- Vega de Río Palmas (223)
- Betancuria (211)

## Histoire
Son nom vient du Normand Jean de Béthencourt, conquérant des Iles Canaries au début du XVe siècle pour le compte du Roi de Castille. Nommé "Roi des Canaries", il fonde la ville en 1404 et en fait la capitale de Fuerteventura.
En 1424 le pape Martin V érige en Betancuria le brève Evêché de Fuerteventura, qui englobe toutes les îles Canaries, sauf l'île de Lanzarote. L'origine de cet évêché est directement liée aux événements survenus après le Grand Schisme (1378 à 1417). Cela était dû au fait que l'évêque de San Marcial del Rubicón à Lanzarote (seulement diocèse au moment des îles Canaries) ne reconnaît pas le pontificat de Martin V, que cet évêque était un partisan de l'anti-pape Benoît XIII. L'Evêché de Fuerteventura était basée dans la paroisse de Santa María de Betancuria, car elle à un rang élevé cathédrale. Après la réintégration du diocèse de San Marcial del Rubicón dans le pontificat de Martin V, l'Evêché de Fuerteventura a été aboli que sept ans après sa création en 1431.
Betancuria conservera ce titre jusqu'en 1834.

## Politique et administration
Le maire de Betancuria est Marcelino Sardeña Ruíz.

## Patrimoine
- Iglesia Santa Maria de Betancuria

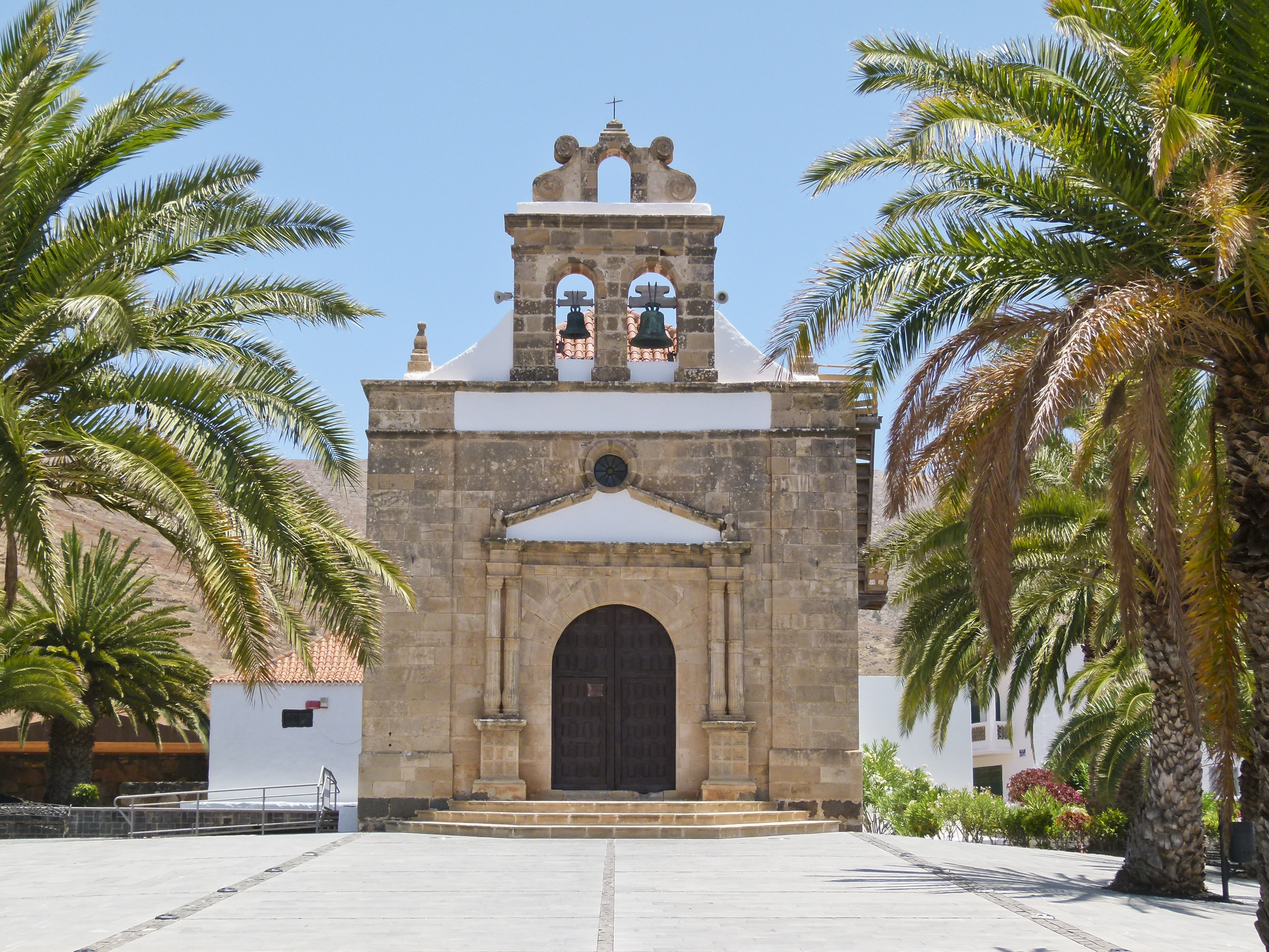
Ermitage de la Virgen de la Peña, patronne de Fuerteventura.

- Ermita de Nuestra Señora de la Peña à Río Palmas (XVIIe siècle)
- Ermita de San Inés y San Diego
- Iglesia Conventual de San Buenaventura, un ancien monastère franciscain
- Casa Museo de Betancuria, un musée d'art populaire
- Musée archéologique
- Mirador de Morro de Vellosa et ses statues géantes des rois guanches : un point de vue remarquable.